# Køge
Køge anhörenⓘ [ˈkøːjə], auch [ˈkøːə], ist eine seeländische Hafenstadt an der Køge Bugt. Administrativ gehört sie zur dänischen Region Sjælland und ist Zentrum der gleichnamigen Køge Kommune mit 63.335 Einwohnern (Stand 1. Januar 2025).

## Geschichte
Køge gehört zu den besterhaltenen Mittelalterstädten in Dänemark. Sie wurde auf königlichen Befehl in Küstennähe errichtet und mit einem gut ausgebauten Straßennetz versehen. Auf dem großen Marktplatz im Stadtkern fand jede Form von Handel statt. Ebenso wurden hier große Ritterturniere abgehalten und auf dem großen Richtplatz öffentliche Bestrafungen vollzogen. Im Jahr 1288 erhielt Køge das Stadtrecht und wurde daraufhin anschließend mit einem Wall, einem Wallgraben und mächtigen Stadttoren versehen. Das alles reichte jedoch nicht aus, um die Stadt vor dem Einfall der Holsteiner zu bewahren, die sie Mitte des 14. Jahrhunderts niederbrannten.
Ende des 14. Jahrhunderts wuchs Køge zu einer bedeutenden Handelsmetropole heran, die sich in den nächsten 250 Jahren zu einer der wichtigsten Städte auf Seeland entwickelte. Keine andere Stadt kann so viele gut erhaltene Fachwerkbauten und mittelalterliche Keller vorweisen wie Køge. In der Kirkestræde kann man Dänemarks ältestes Haus besichtigen, das im Jahr 1527 erbaut wurde. Die einzige Pfarrkirche der Stadt war zu der Zeit St. Nicolai, die im 15. Jahrhundert ausgebaut wurde. Der Kirchturm wurde dabei erhöht und mit einem Erker versehen, wodurch er später auch als Leuchtturm dienen und schon vom großen Hafen an der Flussmündung aus gesehen werden konnte. Hier wurde auch die Kapelle des Heiligen Kreuzes für Seeleute erbaut. In der Vestergade errichtete man die St.-Gertruds-Kapelle mit einer Herberge für Reisende, die gleich hinter den Stadttoren ihren Platz fand. Direkt gegenüber wurde ein Franziskanerkloster angelegt, das besonders den Armen und Kranken Hilfe leistete. Es gehörte zur Ordensprovinz Dacia und erlosch infolge der Reformation. Nebenan wurde später die Armenstiftung Steen Boder errichtet.
Kurz nach der Reformation 1536 wurde ein neues Rathaus aus den Baumaterialien ehemaliger geistlicher Einrichtungen errichtet. Noch heute dient es als Rathaus und ist das dienstälteste in ganz Dänemark. In seinen Verliesen wurden mindestens 15 Frauen gefangen gehalten, die auf Grund seit 1608 umlaufender Gerüchte über ein Auftreten oder Einwirken des Teufels als Hexe beschuldigt und in verschiedenen Hexenprozessen bis 1615 auf dem Scheiterhaufen hingerichtet wurden oder beispielsweise durch Selbsttötung ihr Leben verloren. Aufgrund einer der Begebenheiten werden die Prozesse heute mit dem Begriff „Køge Hauskreuz“ (Køge Huskors) zusammengefasst, eine Gedenktafel erinnert daran.
1658–1660 wurde Køge während eines der dänisch-schwedischen Kriege von schwedischen Truppen besetzt. Damit begann ein anhaltender wirtschaftlicher Niedergang der einst so blühenden Stadt. Køge erholte sich von diesem Schlag erst wieder mit der Industrialisierung im 19. Jahrhundert, als die zunehmende Verbreitung der Eisenbahn auch der lokalen Wirtschaft den Aufschwung brachte. Heute ist Køge wieder eine erfolgreiche Hafen- und Handelsstadt in der Køgebucht, die über einen gut erhaltenen historischen Stadtkern verfügt, der vor mehr als 700 Jahren geschaffen wurde.

## Sehenswürdigkeiten

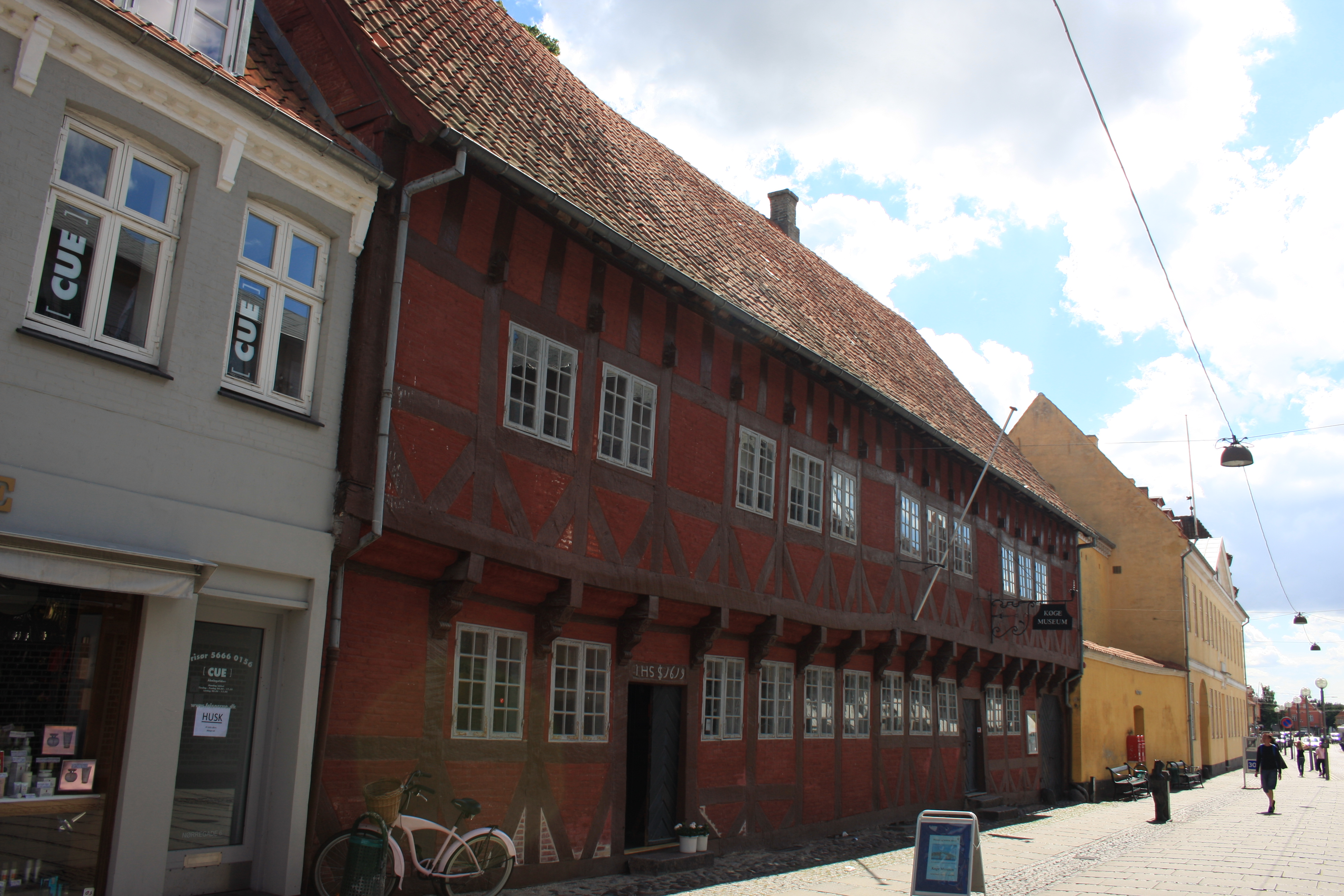
Museum von Køge

- Das Stadtbild ist geprägt von zahlreichen Fachwerkhäusern aus dem 16. und 17. Jahrhundert, darunter das Haus Kirkestræde 20, das als eines der ältesten datierten Fachwerkhäuser in Dänemark gilt. Zu erwähnen ist auch Richters Gård in der Vestergade 16.
- Die Nicolaikirche wurde im 14. Jahrhundert erbaut.
- Schloss Vallø liegt 7 Kilometer südlich von Køge.
- Einen Eindruck vom Leben der Einwohner Køges im Mittelalter und ihrer Arbeits- und Wirtschaftsweise kann man im Museum von Køge bekommen, das in einem denkmalgeschützten Gebäude, ehedem Kaufmannshof, untergebracht ist.
- Køge Mini-Stadt ist ein Miniaturenpark, in dem das Køge von 1865 im Maßstab 1 : 10 von einem Verein nachgebaut wird.

## Wirtschaft und Infrastruktur
Bedeutende Industriezweige sind die Gummi- und Farbenfabrikation.
Køge liegt an der Bahnstrecke Roskilde–Næstved. Hier ist das südöstliche Ende der Kopenhagener S-Bahn-Linie E bzw. A (abends und am Wochenende).
Vom Hafen in Køge gibt es eine Fährverbindung nach Rønne auf der dänischen Ostseeinsel Bornholm.
Die Stadt ist an den Radweg Berlin–Kopenhagen sowie an die europäische EuroVelo-Route 7 angeschlossen und damit nicht nur von Berlin und Kopenhagen, sondern auch von Schweden aus gut mit dem Fahrrad erreichbar.

## Persönlichkeiten
- Jesper Rasmussen Brochmand (1585–1652), Theologe
- Frederik Dreyer (1814–1898), Generalleutnant und Minister
- Ove Frederiksen (1884–1966), Tennisspieler
- Henry Larsen (1916–2002), Ruderer
- Børge Raahauge Nielsen (1920–2010), Ruderer
- Flemming Gleerup Hansen (* 1944), Radrennfahrer
- Torben Bille Christophersen (1945–1993), Schauspieler
- Marianne Vind (* 1970), Politikerin
- Camilla Thomsen (* 1974), Handballspielerin
- Søren Larsen (* 1981), Fußballspieler
- Nicklas Pedersen (* 1987), Fußballspieler und -trainer
- Alexander Lynggaard (* 1990), Handballspieler
- Sebastian Lander (* 1991), Bahn- und Straßenradrennfahrer
- Mads Bidstrup (* 2001), Fußballspieler